# Her's
Her's是來自英國利物浦的一支英國獨立樂隊，由主唱、結他手Stephen Fitzpatrick，以及低音吉他手、伴唱Audun Laading組成。他們的第一張完整專輯於2018年8月發行。
2019年3月27日，這對二人搭檔和他們的巡唱經理人在美國巡迴演出時因交通事故而逝世。

## 成員

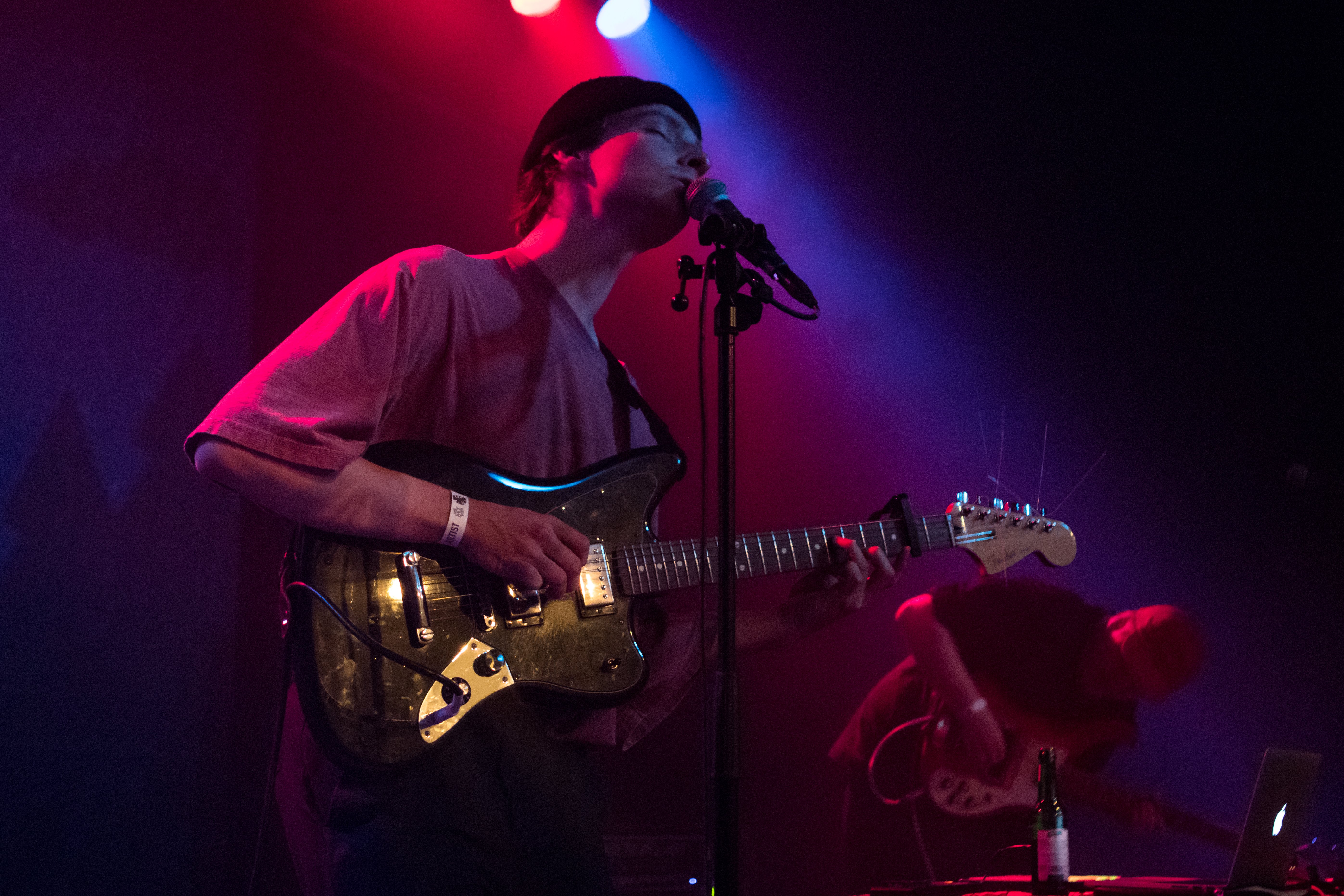
Stephen Fitzpatrick，2017年

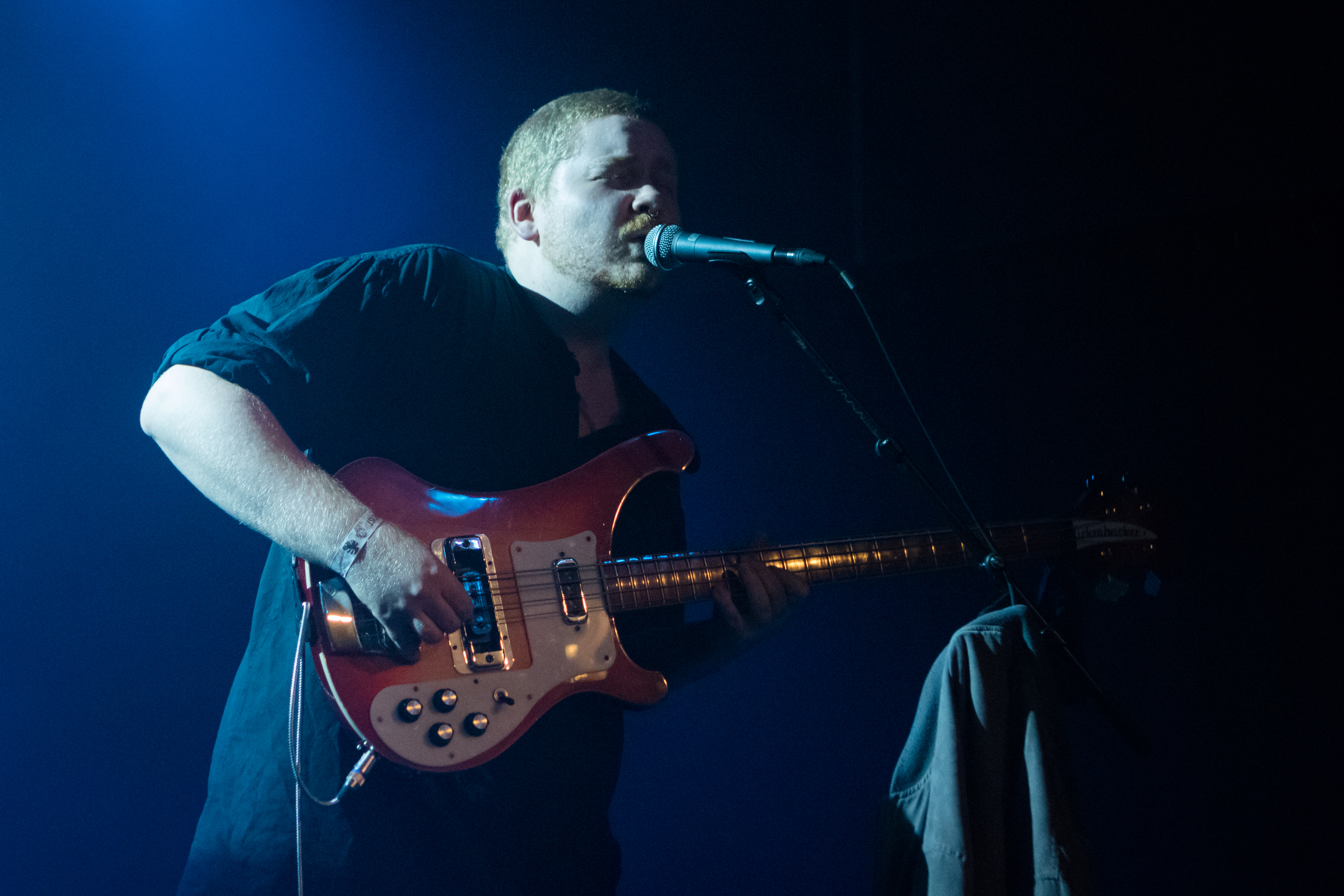
Audun Laading，2017年

Her's樂隊是由主唱、結他手的Stephen Fitzpatrick，以及低音吉他手、伴唱的Audun Laading組成。Fitzpatrick是來自英國坎布里亞郡的巴羅因弗內斯，而Laading是來自挪威克里斯蒂安桑的Flekkerøy，他們在利物浦表演藝術學院遇見，兩人修讀3年音樂學位後於2016年畢業。

## 逝世
2019年3月27日大約凌晨1點，Fitzpatrick（24歲）、Laading（25歲）和他們的巡唱經理人Trevor Engelbrektson（37歲，來自明尼阿波利斯）在美國亞利桑那州靠近森滕尼亞的10號州際公路上的68號里程標誌（milepost 68）發生了正面車輛相撞，並隨後引起火災。他們無人生還。他們於3月26日在亞利桑那州的鳳凰城出發，於第二天晚上在加州聖塔安娜的一個350英里（560公里）以外的地方進行一場演出。亞利桑那州公共安全部門（AZDPS）證實，Engelbrektson一直在駕駛著樂隊的福特運貨車。涉及相撞的一名日產輕型貨車司機也死亡。AZDPS已經在回復說日產貨車行駛錯誤方向，在西行車道往東行駛。

## 音樂作品

### 專輯
- 〈Songs of Her's〉（2017年）
- 〈Invitation to Her's〉（2018年）

### 單曲
- 〈Dorothy / What Once Was〉（2016年）
- 〈Marcel〉（2016年）
- 〈Speed Racer〉（2017年）
- 〈I'll Try〉（2017年）
- 〈Lovin' You（英语：Lovin' You）〉（翻唱歌，原唱為美妮·麗柏頓）（2017年）
- 〈Love on the Line (Call Now)〉（2018年）
- 〈Low Beam〉（2018年）
- 〈Harvey〉（2018年）
- 〈Under Wraps〉（2018年）

## 外部連結
- 官方网站